# شرکت نفت بحرین
شرکت نفت بحرین (به انگلیسی: Bahrain Petroleum Company) شرکت دولتی نفت و گاز بحرینی است، که در زمینه استخراج نفت و گاز طبیعی، بازاریابی و پالایش نفت فعالیت می‌نماید و هم‌اکنون به‌طور متوسط روزانه معادل ۲۶۴٫۰۰۰ بشکه نفت تولید می‌کند.
ریشه‌های تأسیس این شرکت به سال ۱۹۲۹ بازمی‌گردد، که شرکت استاندارد اویل کالیفرنیا با هدف اکتشاف نفت در بحرین، اقدام به تشکیل شرکت باپکو در کشور کانادا نمود. شرکت باپکو در سال ۱۹۳۲ نخستین میدان نفتی بحرین را در منطقه عوالی کشف کرد.
از ابتدای دهه ۱۹۷۰ دولت بحرین با درآمدی که از فروش نفت عایدش می‌شد، شروع به خریداری سهام شرکت باپکو نمود، که تا سال ۱۹۷۵ مالکیت ۶۰٪ درصد از سهام این شرکت را در اختیار داشت.

## شرکت ملی نفت بحرین
شاخه دیگر از شرکت نفت بحرین؛ شرکت ملی نفت بحرین می‌باشد، که در سال ۱۹۷۶ تأسیس شد. تا سال ۱۹۸۰ بخش اعظم از سهام شرکت باپکو نیز توسط دولت بحرین خریداری شده بود. در سال ۱۹۹۹ پس از آنکه دولت بحرین شرکت باپکو را به‌طور کامل تصاحب نمود، با ادغام شرکت ملی نفت بحرین و شرکت باپکو، شرکت نفت بحرین تأسیس شد.